# 매디슨 스퀘어 가든 (1925년)
매디슨 스퀘어 가든 III(영어: Madison Square Garden III, 영어: MSG III)은 미국 뉴욕주 맨해튼에 위치한 실내 경기장이다. 과거 BAA/NBA 뉴욕 닉스와 NHL 뉴욕 레인저스, 뉴욕 아메리칸스, 브루클린 아메리칸스의 홈경기장으로 사용했다.
| NBA 올스타전 개최 경기장         |                           |                    |
| 1953년                           | 1954년 매디슨 스퀘어 가든 | 1955년             |
| 앨런 카운티 워 메모리얼 콜리시엄 | 1954년 매디슨 스퀘어 가든 | 매디슨 스퀘어 가든 |
|                                  |                           |                    |
|                                  |                           |                    |

| NBA 올스타전 개최 경기장 |                           |                      |
| 1954년                   | 1955년 매디슨 스퀘어 가든 | 1956년               |
| 매디슨 스퀘어 가든       | 1955년 매디슨 스퀘어 가든 | 로체스터 워 메모리얼 |
|                          |                           |                      |
|                          |                           |                      |

| NBA 올스타전 개최 경기장 |                           |                    |
| 1967년                   | 1968년 매디슨 스퀘어 가든 | 1969년             |
| 카우 팰리스              | 1968년 매디슨 스퀘어 가든 | 볼티모어 시빅 센터 |
|                          |                           |                    |
|                          |                           |                    |